# Chuyến bay 517 của Eastwind Airlines
Chuyến bay 517 của Eastwind Airlines là một chuyến bay nội địa từ sân bay Trenton–Mercer ở Ewing Township, New Jersey đến sân bay quốc tế Huyện Huy ở Sandston, Virginia. Vào ngày 9 tháng 6 năm 1996, khi đang điều hành chuyến bay 517, các phi công tạm thời mất quyền kiểm soát chiếc máy bay Boeing 737-200 do gặp trục trặc về bánh lái. Các phi công đã có thể lấy lại quyền kiểm soát và hạ cánh máy bay thành công. Sự cố chỉ khiến một tiếp viên trên máy bay bị thương nhẹ.
Chuyến bay 517 là công cụ giải quyết nguyên nhân của sự cố bánh lái Boeing 737 trước đây đã gây ra hai vụ tai nạn nghiêm trọng. Chuyến bay 517 cũng là chuyến bay đầu tiên gặp sự cố bánh lái như vậy và hạ cánh an toàn, cho phép các nhà điều tra phỏng vấn các phi công về kinh nghiệm của họ và nghiên cứu máy bay này.

## Tai nạn
Vào ngày 3 tháng 3 năm 1991, chuyến bay 585 của United Airlines, một chiếc 737-200, quay sang phải và rơi thẳng đứng trong khi cố gắng hạ cánh ở Colorado Springs, Colorado. Vụ tai nạn đã giết chết tất cả 25 người trên máy bay. Ủy ban An toàn Giao thông Quốc gia (NTSB) đã tiến hành một cuộc điều tra kỹ lưỡng. Mặc dù nghi ngờ có vấn đề về bánh lái, nhưng các bộ phận bánh lái của máy bay không thể được kiểm tra hoặc đánh giá đầy đủ vì chúng bị hư hỏng quá nặng trong vụ tai nạn. Do đó, NTSB không thể xác định được nguyên nhân của vụ tai nạn.
3 năm sau, ngày 8 tháng 9 năm 1994, chuyến bay 427 của USAir, một chiếc 737-300, đột ngột quay sang trái và rơi trong khi tiếp cận Sân bay Quốc tế Pittsburgh (rất giống với chuyến 585). Vụ tai nạn dẫn đến giết chết tất cả 132 người trên máy bay. NTSB đã bắt đầu một cuộc điều tra về chuyến bay 427, diễn ra trong suốt cuối những năm 1990.

## Chuyến bay
Chuyến bay 517 là chuyến bay chở khách theo lịch trình của Eastwind Airlines từ Sân bay Trenton-Mercer ở Trenton, New Jersey, đến Sân bay Quốc tế Richmondở Richmond, Virginia. Chuyến bay được khai thác bằng máy bay Boeing 737-200 (đăng ký N221US). Vào ngày 9 tháng 6 năm 1996, chuyến bay 517 được điều hành bởi cơ trưởng Brian Bishop và cơ phó Spencer Griffin. Tổng cộng có 53 người đã ở trên máy bay.

## Sự cố

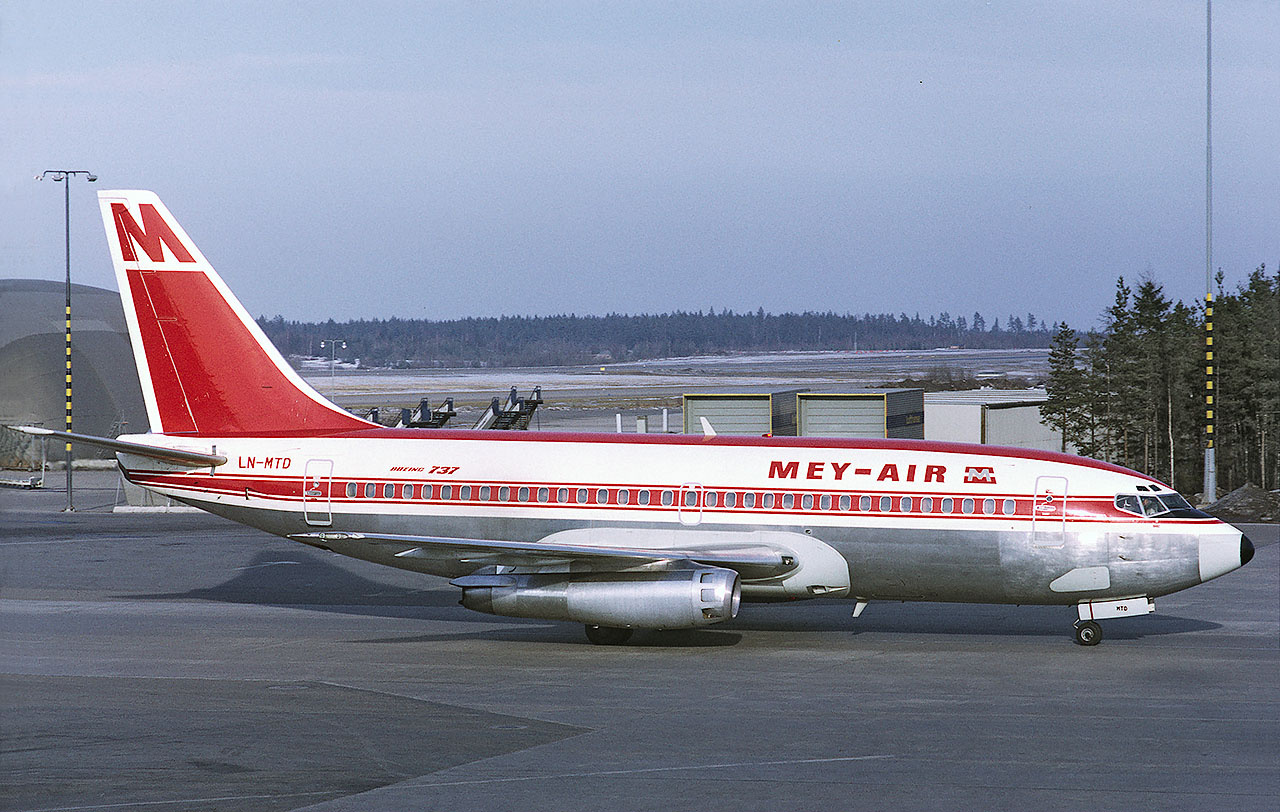
Chiếc Boeing 737-2H5 gặp sự cố đang được hãng Mey-Air vận hành tại sân bay quốc tế Stockholm-Arlanda, Thụy Điển vào ngày 31 tháng 3 năm 1972

Chuyến bay 517 rời Trenton mà không gặp sự cố và không gặp phải sóng gió hay thời tiết bất thường trên đường đến Richmond. Khi tiếp cận sân bay quốc tế Richmond, ở độ cao khoảng 5.000 feet (1.500 m) MSL, cơ trưởng cảm thấy một "cú va chạm" ngắn trên bàn đạp bánh lái bên phải. Cũng trong khoảng thời gian đó, một tiếp viên hàng không ở phía sau máy bay đã nghe thấy tiếng ồn ào bên dưới chân cô. Khi máy bay tiếp tục hạ xuống 4.000 feet (1.200 m), cơ trưởng đột nhiên bị mất kiểm soát bánh lái và máy bay quay mạnh sang phải.
Cố gắng lấy lại quyền kiểm soát, cơ trưởng đã cố gắng áp dụng toàn bộ bánh lái bên trái, nhưng các điều khiển bánh lái bị cứng và không đáp ứng với mệnh lệnh của ông. Cơ trưởng đã áp dụng cánh trái và tăng sức mạnh cho động cơ bên phải để cố gắng dừng cuộn. Chiếc máy bay tạm thời ổn định, rồi lại quay sang phải. Phi công đã thực hiện danh sách kiểm tra khẩn cấp của họ và cố gắng giành lại quyền kiểm soát máy bay. Sau vài giây họ đã lấy lại quyền kiểm soát. Máy bay hoạt động bình thường trong suốt thời gian còn lại của chuyến bay.
Không có thiệt hại xảy ra cho máy bay do hậu quả của vụ việc. Một tiếp viên bị thương nhẹ. Không có hành khách hoặc phi hành đoàn khác trên chuyến bay 517 bị thương.

## Điều tra và hậu quả
NTSB đã điều tra vụ việc, với trọng tâm đặc biệt là xác định xem các vấn đề của chuyến 517 có liên quan đến 2 vụ tai nạn Boeing 737 trước đó hay không.
Trong quá trình điều tra, NTSB thấy rằng trước khi sự cố, tổ bay đã thông báo một loạt các vấn đề liên quan đến bánh lái trên máy bay sự cố, trong đó có "va chạm" bất thường trên bàn đạp bánh lái.
Các nhà điều tra đã thực hiện các cuộc phỏng vấn với hai phi công của chuyến 517, và loại bỏ các bộ phận bánh lái khỏi máy bay để kiểm tra, điều này giúp xác định nguyên nhân các vụ tai nạn trước đó của chuyến 585 và chuyến 427. NTSB xác định rằng cả ba sự cố chỉ có thể được giải thích do lỗi phi công hoặc trục trặc của hệ thống bánh lái, và một phần dựa trên các cuộc phỏng vấn sau tai nạn với các phi công của chuyến bay 517, kết luận rằng trục trặc của bánh lái có thể đã gây ra cả ba sự cố.
NTSB cũng xác định rằng, không giống như các vụ tai nạn của United hay USAir, sự cố bánh lái trên chuyến bay 517 xảy ra trước đó trong quá trình hạ cánh và ở tốc độ cao hơn, làm tăng luồng không khí trên các bề mặt điều khiển khác của máy bay, cho phép phi công vượt qua bánh lái cuộn gây ra.

## Mô phỏng
Chuyến bay 517 của Eastwind Airlines - Mô phỏng hạ cánh [https://www.youtube.com/watch?v=wnME_4dTXeY]